# 古橋舞悠
Aqilla（アキラ、1998年10月30日 - ）は、日本の女性歌手。神奈川県横浜市出身。グローイングアップ所属。
ソロシンガーデビュー以前は古橋 舞悠（ふるはし まゆ）名義でタレント・女優としても活動していた。女性アイドルグループ・アイドリング!!!の元メンバー。
伯父は、トランペット奏者のミュージシャン・YOKAN。

## 略歴

### 子役時代（2010年 - 2013年）
ミライ・アクターズ・プロモーションに所属し、小学5年生の頃から子役として活動を始める。
2010年
8月、バラエティ番組『ピラメキーノ』のコーナー企画にレギュラー出演。映画主題歌「フォーエバーユー〜愛しいあなたへ〜」でCDデビュー。
12月、教育ドラマ『時々迷々』に出演。
2011年
1月、テレビドラマ『スクール!!』に出演。
2月、ナルミヤ・インターナショナル・Girls fes『シンデレラオーディション2010』にて準グランプリを獲得する。
5月、ファッション誌ニコ☆プチ主催『JSガールズコレクション2011』に出演する。
2012年
6月、テレビドラマ『カエルの王女さま』に出演。
11月、映画『女子カメラ』に出演。

### アイドリング!!!時代（2013年 - 2015年）
2013年
4月、松竹芸能タレントスクールに23期生として入所。
7月、同事務所正式所属となり、女性アイドルグループ「アイドリング!!!」に31号として加入する。
8月、自身を含む5人の新メンバーは、アイドリングNEOとして活動するとアナウンスされる。同月31日、メンバーとしてデビュー曲「mero mero」でライブデビュー。
11月、初のレギュラー番組『NEO殿talk night』、冠番組『古橋舞悠のOh!騒ぎLOL』を開始。
2014年
6月、バラエティ番組『おと☆スタ』に番組MCとして出演。
7月、スポーツ中継『第96回 全国高等学校野球選手権西東京大会』にて、初のリポーターを務める。活動中のアイドリングNEOが「NEO fromアイドリング!!!」と改名。
8月、冠番組『ふるさとの さつまいモードLOL』『古橋舞悠&佐藤麗奈 プレミアム放送』を開始。
2015年 アイドリング!!!卒業
4月、情報番組『GirlsNews〜エンタメ!』のレギュラーMCに就任。教育番組『NHK高校講座 書道I』にレギュラー出演。
6月、情報バラエティ番組『Rの法則』にレギュラー出演。
9月、アイドリング!!!主催名義の朗読歌唱劇『あの日、たしかに私たちは「アイドル」だった。』で初舞台。
10月、劇団コラソン舞台『ハローウィン』、および同劇団主催ライブ『コラソンフェス vol.10』に出演。
10月31日、NEO fromアイドリング!!!の活動が終了し、2年以上在籍したアイドリング!!!を卒業。

### ユニット / タレント活動（2015年 - 2020年）
11月、女性アイドルグループ・Prizmmy☆主催ライブ『〜DigitaReal Party!!!!〜』に出演。28日、よゐこ濱口主宰『はまぐちコントサークル』に出演。その濱口が発起人となり、アイドリング!!!OG主体による女性アイドル集団「メンテナンス」が発足、メンバー5号として参加する。
12月、第60回『映画の日』中央大会に出席。定期アイドルイベント『音楽女子倶楽部』にレギュラー出演し、アイドリング!!!の同僚だった関谷真由とガールズデュオ「W・Mayu」名義で活動開始。
2016年
1月、W・Mayu名義の冠番組『セッさんフルさんの今夜もすべらNight』を開始。
2月、朗読歌唱劇『あの日、たしかに私たちは「アイドル」だった。＜2016＞』に出演。
3月、ダブル主演舞台『てーきゅう〜先輩とめぐりあう時間たち〜ディレクターズカット』が上演。
4月、NEO fromアイドリング!!!時代のプロデューサー・伊秩弘将が主催する定期ライブ『IJICHI’s Living Door』に、W・Mayu名義で継続して参加。
5月、主演オリジナルビデオ『ぞくり。怪談夜話恐すぎて眠れない話 2016年初旬版』（「おしなさま」主演）がリリース。舞台『みちこのみたせかい』で初の単独主演。
7月、主演級舞台『時空警察クロノゲイザー』が上演。
8月、「どる☆NEO」名義で大型アイドルイベント『TOKYO IDOL FESTIVAL 2016』に参加。フジテレビ主催『お台場みんなの夢大陸』の企画にて、W・Mayu名義の単独ライブを実施。
11月、出演舞台『マケイヌバー』が上演。
2017年
1月、ライブイベント『アイドルのすゝめ』に参加。
4月、出演舞台『ブラックダイス』が上演され、アイドリング!!!の元同僚・橋本楓と共演。W・Mayuの同僚・関谷真由がレギュラー出演する舞台『恋の遠心力』にて日替わりゲスト出演し共演。
5月、W・Mayuが「BESTIEM｣（）と改名し、正式デビューを公表。伊秩弘将主催ライブにて、同氏提供の新曲を初お披露目。
8月、BESTIEMがアルバムデビュー、『TOKYO IDOL FESTIVAL 2017』に参加する。対バンライブでアイドリング!!!の元同僚達、Booing!!!、遠藤舞、河村唯と共演。
9月、アイドリング!!!OGが集結した次世代への新番組『アイドルING!!!』に参加。
10月、5年ぶりに出演した映画『リンキング・ラブ』が公開。月末、自身の生誕を祝したBESTIEMの2ndワンマンライブを開催。
11月、高専ロボコン30年目を記念するスペシャルドラマ『大江戸ロボコン』に出演。
12月、出演映画『デメキン』が公開。
2018年
3月、ヒロインで出演の舞台『Ｚ〜ゾロ〜』が上演。
7月、出演映画『虹色デイズ』が公開。
8月、前年に続き、『TOKYO IDOL FESTIVAL 2018』に参加。
9月、ラジオ番組『ステラ☆HAPPY!LIVE!』にてレギュラーMC出演開始。
10月、BESTIEM名義で生誕祭を開催。
12月、出演舞台『アンチイズム』が上演。
2019年
3月、出演舞台『この素晴らしき世界』が上演。
8月、『TOKYO IDOL FESTIVAL 2019』の10周年企画としてアイドリング!!!およびNEO fromアイドリング!!!が4年ぶり1日限りの復活を果たし、前年に続き参加。
9月、BESTIEMが約2年半の活動をもって解散。
2020年
1月、松竹芸能を末日をもって退所。

### ソロアーティスト活動以降（2020年 - ）
2月、ロック志向の音楽アーティスト「Aqilla」（）として活動開始。新たにYouTubeチャンネル開設。
4月、1stソロEP『Vinegar』をリリース。
2022年
6月、Aqillaとしての初出演を果たして以降、ライブ活動を開始する。
8月、1stアルバム『shave off』をリリース。
9月、オフィシャルサイトを開設。
2023年
11月、2ndアルバム『Varckii』を配信リリース。
2024年
4月 - 6月、初の全国ライブツアーとなる「Aqilla "Varckii" Tour 2024」（7公演）を開催。

## 人物
趣味・特技は、ウクレレ、サーフィン、単車ドライブ、ダンス、ドイツ語で1〜10まで数えられること。昆虫好きで、カブトムシを累代飼育している。
チャームポイントは父親譲りの福耳。LAファッションなどのアメリカンスタイルを好み、モデル活動にも意欲を示している。芸能の方面ではバラエティタレントを目指し、喋りを活かした仕事を当面の目標に置いている。
自身のモットーとして「誰かを蹴落とすような汚い事はしたくない、人の痛みを感じ、誰かを助けたり恩返しをしたい」と述べている。かつてはブログなどの文言に、よくLOL（laughing out loudの略）を用いていた。
父親の影響で昭和の芸能文化に造詣があり、例えば「ザ・ドリフターズ」など往年の芸能を好む。特に矢沢永吉の大ファンであり、理想の男性像に挙げている。憧れの女性有名人では本田美奈子.、同業者では青明寺浦正（風男塾）、アイドリング!!!のメンバーでは菊地亜美・三宅ひとみなどを挙げている。敬愛するお笑いタレントは、事務所の先輩・クロちゃん（安田大サーカス）。
- 親族

母方の伯父は、トランペッターおよび管楽器奏者の水江洋一郎（通称:YOKANヨーカン）。姉は元モデル/元ダンサーの古橋舞香。姉とはドラマ『カエルの王女さま』で共演をしている。母方の祖母もモデルの仕事をしていた。愛犬にティーカッププードル「りん」がいる。
実家は、ドラマ・映画などに劇用車提供の協力もしているバイク店「MISTY」。代表を務める父は単車改造のエキスパートであり、メディアでも紹介され共演した事もある。父はロックバンド「キャロル」「クールス」の元メンバーや俳優・高橋克典らと親交があり、高橋所有のバイクを預かり管理している。父の兄（伯父）も同種業界に所属しており、川崎重工業モーターサイクル&エンジンカンパニーにて部長職を務め「カワサキ・レーシングチーム」にも携わっている。
舞悠自身も原付免許までは所持しており、いずれは大型二輪を取得して実家所有のカワサキ・Z-II 乗車を夢見ている。
- 松竹芸能入りまで

過去の所属事務所「松竹芸能」には、同社タレントスクール23期生を経て入所。同期には女性お笑いコンビ・ガール座、脇屋敷、河邑ミク、⊿あべみな（ジョリー惑星）らがいる。入所までの過程のひとつに、徳井義実（チュートリアル）主演の2012年映画『莫逆家族-バクギャクファミーリア-』を撮影中のエピソードを挙げている。実家のバイク店「MISTY」が、同映画の劇用バイク貸し出しを担当。その縁で撮影現場を見学していた際に徳井の目に止まり、あまりの可愛さから父親に芸能界入りを勧める助言をした。実際には既に芸能活動を経ていた状態だったが、これらをきっかけに本気で各種オーディションを受けたと明かしている。

### エピソード
前述の伯父YOKANは、矢沢永吉などの有名アーティストを音楽サポートしているマルチプレーヤーで、アイドル界ではハロプロやジャニーズ関連との共演がある。アイドリング!!!では3rdシングル「告白」で、編曲のブラスアレンジを担当した繋がりがある。その伯父とは、2014年10月に管楽器季刊誌『ブラストライブ』で初共演を果たした。
中学では演劇部に所属していた。また、校内のクラス対抗合唱コンクールで、中学2年生の時に最優秀賞、中学3年生の時には優秀賞を獲得したと語っている。

## グループ活動

### アイドリング!!!関連
- NEO期生

アイドリング!!!ナンバーは31号。イメージフラワーはスイセン。イメージカラーは黄色（NEO fromアイドリング!!!では紫）。歴代メンバーの内、関谷真由・橋本瑠果・佐藤麗奈・佐藤ミケーラ倭子と同期で、共に「NEO fromアイドリング!!!」のメンバーでもあった。
- 愛称 / キャラクター / 反骨精神

愛称は「ふるまゆ」「ふるちゃん」など。自己紹介をする時は「松竹芸能の可愛いアイドルふるちゃんです」を定番としていた。
普段から活発で人懐っこい。仕事等もオールラウンドにこなし、ポテンシャルが高い。同期メンバーの中でも芸能キャリアがあり、加入当初から大人びていた。反面、根は生真面目な性格で、重圧を背負い込んでネガティブになる事も多く、先輩メンバーからは「強いメンタルとガラスのハート」のギャップを指摘されている。
自己主張は強い方で、ライブ出演した際、機材数の関係でダミーマイクを持たされた事に不満を訴え、音声入りマイクの担当に変えて貰った、などのエピソードがある。また、2015年春に報道されたグループへの中傷記事に対し、反骨精神の気概をみせていた。
- メンバーとの関係

歴代メンバーの内、江渡万里彩とは、江渡が退社する2014年3月まで同じ事務所だった。
同級生でもある佐藤麗奈とは、コンビで扱われる事がある。本人のイメージカラーである黄色と佐藤のイメージカラーである紫の組み合わせが、さつまいもの色を連想させることから「さつまいもコンビ」と自称し、それを冠した佐藤との共演バラエティ『さつまいモードLOL』という番組もできている。
- 演者からの印象

普段から非常にお喋りなところがあり、元メンバー遠藤舞からの第一印象が「おしゃべりバクテリア(iPhoneのアプリ)に似てる」であった。
時折、的外れな発言をする事があるため、番組MCを務めているバカリズムから「世界一空気が読めない」「空気の読めなさの象徴、総本山」などと揶揄された。グループ内では、そうしたすべりキャラとしての立ち位置である一方で、橘ゆりかに「歌では滑らない」と言われるなど、ライブでのパフォーマンスは評価されている。
バカリズムは、楽屋前室で失敗事を反省し泣いていたりする古橋の様子を見て、普段のキャラとは裏腹に真面目な人だとも評している。担当アナウンサーだった斉藤舞子や、メンバーの三宅ひとみ・伊藤祐奈も同様な印象を述べている。ミーティングなどでの姿勢を見ても、ハプニングに対して他の同期メンバーが、はしゃいだりした行為とは対照的に、冷静で生真面目な様子を見せていた。

#### アイドリング!!!卒業
2015年10月末日、アイドリング!!!の活動終了に伴いグループを卒業した。2年3ヶ月在籍し、シングル3枚・アルバム2枚参加などの実績を残している。レギュラー番組『アイドリング!!!』にも同期間200回以上出演した。
- 卒業コメント

「あと1年は続けたかった。まだやりたい事が沢山あった」と本音を明かしている。当初は「アイドルとは何かを知らないままに加入したが、活動を通して勉強し成長させて頂いた」と謝意を示し、「向上心の集まった同期とは本音をぶつけ合い、成長に繋がって自信がついた。グループ活動ではメンタルを鍛えられた。今後の芸能活動に生かしていきたい」と意欲を述べている。

#### NEO fromアイドリング!!!関連
2013年8月、アイドリング!!!の派生ユニット「アイドリングNEO（NEO fromアイドリング!!!)」に一員として参画した。母体アイドリング!!!に伴う活動の最後まで在籍し、シングル4枚・アルバム1枚参加などの実績を残している。
2代目リーダーの関谷真由は、「自分が言い辛い事を代弁してくれた。問題点があれば、まず最初に古橋に相談した」と、先導的な立ち位置だった事を明かしている。

### BESTIEM関連
アイドリング!!!で同期であった関谷真由とは、名前が同じ「まゆ」であったことから"ダブルまゆ"とあだ名されてペアを組み、在籍時代にライブで共演する事が多かった。音楽を通じて親和性が強かった二人は、グループ卒業後の年末からガールズ・デュオ「W・Mayu」(ダブル・マユ)名義で活動を開始し、冠番組やイベント等にレギュラー出演をしている。
その後ユニットは、女性アイドル集団「メンテナンス」傘下に所属し、アイドリング!!!関連の楽曲を歌い継ぐ活動もしていたが、2017年に「BESTIEM｣(ベスティム）と改名して初夏に正式デビュー。楽曲リリースやライブ活動を本格化させた新たな展開を開始し、2019年9月までの2年4カ月間活動した。

### メンテナンス関連
アイドリング!!!後継集団「メンテナンス」
2015年11月28日、活動終了した女性アイドルグループ「アイドリング!!!」のOG主体による後継アイドル集団「メンテナンス」が発足。急遽請われ事情不明の状態で勧誘を受けた古橋は即日グループ入りが決まり、メンバー5号として参画した。主にトーク番組や音楽ライブなどを中心に活動し、アイドリング!!!時代の芸風を引き継いでいる。また、メンバーはあくまで個人の活動を最優先し、非常に緩く集合離散しているのが特徴。毎年、アイドルイベント『TOKYO IDOL FESTIVAL』出演を最大目標に活動している。

## ディスコグラフィ
古橋舞悠名義
- 配信シングル
  - えごまだよ！（2010年9月8日、mirai music entertainment）
- 参加作品
  - V.A.『TWILIGHT FILE VII〜コンピレーションアルバム〜』（2010年8月28日、mirai music entertainment）収録「フォーエバーユー〜愛しいあなたへ〜」（映画『Oh!マイブラザー 誰の心に届く…』主題歌） - 作詞も担当[76]

Aqilla名義
- ミニアルバム・EP
  - Vinegar（2020年4月15日、Penny Note Records、GUPN-2001）
  - Shom//Ikigenn（2025年7月9日、Penny Note Records）
  - Black（2025年8月1日、Penny Note Records）
- アルバム
  - shave off（2022年8月24日、Penny Note Records、GUPN-2002）
  - Varckii（配信：2023年11月15日 / CD：2024年2月14日、Penny Note Records、GUPN-2003）
- 配信シングル
  - R'N'R show（2023年6月21日、Penny Note Records）
  - CELL（2023年6月21日、Penny Note Records）
  - Time Limit（2023年6月21日、Penny Note Records）
  - Shom//Ikigenn（2025年4月16日、Penny Note Records）
  - 1%（2025年4月16日、Penny Note Records）
  - One Day（2025年4月16日、Penny Note Records）

## 出演

### テレビ
レギュラー番組
- ピラメキーノ（2010年6月25日、9月3日VTR、テレビ東京）[77]
  - （2010年8月12日 - 25日全9回）コーナー「子役恋物語」[78]
  - （2012年3月30日）コーナー「子役はじめての告白物語」[79]
- アイドリング!!!（2013年8月 - 2015年10月、フジテレビワンツーネクスト）
- アイドリング!!! (地上波版)（2013年8月 - 2015年11月、フジテレビ・フジテレビONE）
- 第96回 全国高等学校野球選手権西東京大会（2014年7月6日・16日・17日・19日、J:COMチャンネル西東京エリア） - スタンドリポーター
- GirlsNews〜エンタメ!（2015年4月 - 2016年3月、Pigoo） - MC
- NHK高校講座 書道I（2015年4月 - 2016年3月、NHK Eテレ）
- Rの法則（2015年6月 - 2018年4月、NHK Eテレ） - 第6期R'sメンバー（R'sナンバー00089「ふるちゃん」）[80]
- Woman don't cry - Your Soundtrack on Spotify（2017年4月、スペースシャワーTV） - MC
- ザ・カセットテープ・ミュージック（2018年4月から、BS12 トゥエルビ） - 月替わりアシスタントMC（カセットガール）[81]
  - 鈴鹿8耐SP（2018年7月29日） - 実家のバイク店「MISTY」と共演
- 香川照之の昆虫すごいぜ!（2018年10月8日、NHK Eテレ）[82]
- いいじゃん（2019年1月 - 2019年11月、J:COM茨城） - 不定期出演

### ドラマ
- 時々迷々（2010年12月8日・10日・15日・17日、NHK教育） - ジュリ 役[6]
- スクール!! 第1話・第7話（2011年1月16日・2月27日、フジテレビ） - 生徒 役
- カエルの王女さま（2012年6月21日、フジテレビ） - レディース 役
- さぼリーマン甘太朗 第4話（2017年8月3日、テレビ東京） - ウェイトレス 役
- 大江戸ロボコン 第1話・完全版（2017年11月27日・12月2日、NHK Eテレ / NHK総合） - 派手な娘 役

バラエティ再現ドラマ
- トリハダ（秘）スクープ映像100科ジテン 3時間SP（2016年9月、テレビ朝日系）

### 映画
- 女子カメラ（2012年11月24日公開、フレッシュハーツ） - レナ 役
- リンキング・ラブ（2017年10月28日公開、アイア / BS-TBS） - 中平カヨ子 役
- デメキン（2017年12月2日公開、東映ビデオ / AMGエンタテインメント） - 静奈 役
- 虹色デイズ（2018年7月6日公開、松竹）

### オリジナルビデオ
- ぞくり。怪談夜話恐すぎて眠れない話 2016年初旬版「おしなさま」（2016年5月3日、十影堂エンターテイメント） - 主演

### 配信テレビ・アプリ
- 古橋舞悠のOh!騒ぎLOL（2013年11月29日 - 2015年6月18日、AmebaStudio）
- おと☆スタ（2014年6月22日、AmebaStudio） - アシスタントMC
- ふるさとの さつまいモードLOL（2014年8月18日 - 2015年7月3日、AmebaStudio / 2015年8月 - 11月、AmebaFRESH!Studio）
- 古橋舞悠&佐藤麗奈 プレミアム放送（2014年8月18日 - 2015年7月3日、AmebaStudio）
- 古橋舞悠 オフィシャル生放送（2015年8月 - 、AmebaFRESH!Studio）
- 松竹芸能チャンネル（2016年 - 、AmebaFresh!） - 不定期出演
- きみだけLIVE『たまには、お話しましょう会』（mixi） - 元アイドリング!!!企画
  - 春（2016年4月3日）・秋（2016年10月16日）
- アイドルING!!!〜ネクスト育成ング!!!（2017年10月 - 2018年12月、FRESH!） ※2017年9月パイロット版放送あり

### 舞台
- 劇団コラソン第35回公演『ハローウィン』（2015年10月25日 - 26日、有楽町 ニッポン放送イマジンスタジオ） - ダブルキャスト
- 朗読歌唱劇『あの日、たしかに私たちは「アイドル」だった。＜2016＞』（2016年2月19日 - 21日、有楽町 ニッポン放送イマジンスタジオ）
- ダックスプロダクション 舞台版『てーきゅう〜先輩とめぐりあう時間たち〜ディレクターズカット』（2016年3月16日 - 21日、日本芸術専門学校 大森校劇場） - ダブルキャスト主演：新庄かなえ 役
- アリスインプロジェクト
  - 『みちこのみたせかい』（2016年5月5日 - 8日、新宿村LIVE） - 主演：敷島未知子 役
  - 『時空警察クロノゲイザー』（2016年7月6日 - 10日、品川 六行会ホール） - 準主演：トワ・クロエ 役
- 朝倉薫演劇団25周年記念公演『マケイヌバー』（2016年11月8日 - 13日、下落合 シアター風姿花伝） - ダブルキャスト：伊武京子 役
- Flying Trip
  - Vol.12『ブラックダイス』（2017年4月20日 - 24日、池袋 あうるすぽっと） - しずく 役
  - Vol.14『アンチイズム』（2018年12月12日 - 20日、池袋 あうるすぽっと） - ルビー 役
- 朝劇 西新宿『恋の遠心力』（2017年4月26日、グラスダンス 新宿） - 日替わりゲスト
- しゅうくりー夢
  - vol.62『Ｚ〜ゾロ〜』（2018年3月28日 - 4月1日、中野 ポケットスクエア ザ・ポケット） - ヒロイン：オルテイシア 役
  - vol.63『この素晴らしき世界』（2019年3月13日 - 17日、中野 ポケットスクエア ザ・ポケット） - 伊豆倉澪 役

### ラジオ
- 安田大サーカスクロちゃんのアイドルステーション（2016年2月4日、目黒FM） - アシスタントMC
- ステラ☆HAPPY!LIVE!（2018年9月 - 2019年12月 、市川うららFM） - MC
- DJ Tomoaki's Radio Show!（2018年10月4日、下北FM）

### CM・広告・イメージモデル
- 学習院女子大学 WEB MOVIE「自分に自信がないナイーブ女子 優花編」(2018年4月 - 2019年1月、学習院女子大学 / Tokyo Metro ビジョン)
- WATCHY 昭和レトロ散策「相模湖公園 編」「Bar StarDust 編」WebCM（2019年3月 - 、NTTドコモ）

### ファッションショー
- ニコ☆プチJSガールズコレクション2011（2011年5月22日、有明 TFTホール）
- 超十代 - ULTRA TEENS FES 2016（2016年3月29日、幕張メッセ国際展示場） - R's名義

### 雑誌
- 音事協magazine Vol.28（2014年2月、日本音楽事業者協会） - 表紙

ムック
- ブラストライブ（プロスコープ） - 伯父YOKANと共演
  - Vol.33 AUTUMN（2014年10月10日）
  - Vol.34 WINTER（2014年12月16日）

### イベント
ライブイベント
- コラソンフェス vol.10（2015年10月27日、下北沢GARDEN）
- Prizmmy☆&プリズム☆メイツ ワンマンライブ『〜DigitaReal Party!!!!〜』（2015年11月1日、新宿ReNY）
- コラソンウェイ（渋谷Milkyway）
  - vol.3・6・26（2016年5月19日・8月30日・2017年8月29日）
- IJICHI's Living Door（東新宿 真昼の月夜の太陽 / 千駄ヶ谷 GRAPES KITASANDO / 銀座Miiya Cafe）
  - vol.218・235・247・329・388（2016年8月11日・12月16日・2017年3月3日・2018年6月19日・2019年7月26日）
- アイドルのすゝめ 〜2017新春スペシャル〜（2017年1月15日、新宿MARZ）

その他
- 第60回『映画の日』中央大会（2015年12月1日、都内ホテル） - アシスタント
- 劇団コラソンアワード 2015（2015年12月21日、西新宿 I LOVE TOKYO）
- 舞台版『てーきゅう〜先輩とめぐりあう時間たち〜ディレクターズカット』チケット販売イベント
  - 2016年2月27日、日本芸術専門学校 大森校劇場
  - 2016年3月6日、神田和泉町 CAFE TREVOLTE
- 黒川とアイドルvol.6 〜聞きたい事を聞いてみました〜（2016年4月7日、道頓堀角座）
- 舞台『みちこのみたせかい』チケット即売会&握手会（2016年4月24日、赤阪見附 黛アートサロン）
- 舞台『時空警察クロノゲイザー』チケット即売会&握手会（2016年6月25日、板橋studio BLANZ）
- NHKワンダーランド秋葉原 2016（2016年7月31日、ベルサール秋葉原） - R's名義
- 超十代 - ULTRA TEENS FES 2017（2017年3月28日、幕張メッセ国際展示場） - R's名義
- るなるなるなわぁるど vol.3（2017年4月8日、東京ベルエポック美容専門学校）
- ABUアジア・太平洋ロボットコンテスト2017 東京（2017年8月27日、大田区総合体育館） - R's名義
- 第30回 全国高等専門学校ロボットコンテスト（2017年12月3日、有明コロシアム） - R's名義
- 『24時間テレビ 「愛は地球を救う」 24』日産チャリティーイベント（2019年8月24日、日産自動車グローバル本社）

## W・Mayu名義

### 配信テレビ・アプリ
- 音楽女子倶楽部『える！える！える！〜LIVE!LIVE!LIVE!〜』(2015年12月19日 - LINE LIVE CAST) - MC
- セッさんフルさんの今夜もすべらNight (2016年1月22日 - 2017年5月12日、SHOWROOM) → BESTIEM名義で継続

### ライブ・イベント
- 音楽女子倶楽部『える！える！える！〜LIVE!LIVE!LIVE!〜』(2015年12月19日 - 2016年6月、Twin Box AKIHABARA) - MC
- ニッポン放送「ラジオチャリティ ミュージックソン」ミニライブ (2015年12月24日、大宮駅前 特設会場)
- コラソンフェス Vol.12 (2015年12月28日、下北沢GARDEN)
- Prizmmy☆&プリズム☆メイツ ワンマンライブ『DigitaReal Party』(2016年4月2日、六本木 Club Cat's TOKYO)
- IJICHI's Living Door (東新宿 真昼の月夜の太陽)
  - vol.208・216・225・229 (2016年4月22日・7月22日・10月10日・11月13日)
- コラソンウェイ (渋谷Milkyway)
  - vol.3・6 (2016年5月19日・8月30日)
- TOKYO IDOL FESTIVAL 2016 (2016年8月6日、お台場フジテレビ特設会場)
- お台場みんなの夢大陸『W・Mayu fromメンテナンス LIVE』(2016年8月27日、お台場フジテレビ特設会場)